# Tomas Locatelli
Tomas Locatelli (ur. 9 czerwca 1976 w Bergamo) – włoski piłkarz występujący na pozycji ofensywnego pomocnika. Obecnie gra w klubie AC Mantova.

## Kariera klubowa
Tomas Locatelli zawodową karierę rozpoczął w Atalancie BC, w barwach której 2 kwietnia 1994 roku w spotkaniu przeciwko Udinese Calcio zadebiutował w rozgrywkach Serie A. Łącznie dla drużyny z Lombardii zagrał w 33 pojedynkach i strzelił 1 gola. Rok później Włoch trafił do Milanu, gdzie rywalizując o miejsce w składzie przede wszystkim z Dejanem Savićevicem i Zvonimirem Bobanem przez 2 lata zdołał rozegrać tylko 10 meczów. W 1997 roku Locatelli przeszedł do Udinese Calcio, gdzie przez 3 sezony wystąpił w niemal 100 ligowych spotkaniach. W 2000 roku Włoch został zawodnikiem Bologny. W barwach ekipy „Rossoblu” grał przez 5 sezonów, zaliczył 111 ligowych występów i zdobył 17 bramek.
Gdy Bologna spadła do Serie B Locatelli zdecydował się zmienić zespół. Był łączony między innymi z US Palermo oraz Sampdorią, a media donosiły również o transferze do tureckiego Galatasaray SK. Locatelli zdecydował się pozostać w najwyższej klasie rozgrywek we Włoszech i w 2005 roku podpisał kontrakt ze Sieną. 22 lipca 2008 roku włoski zawodnik odszedł do drużyny AC Mantova, z którą w sezonie 2008/2009 zajął trzynaste miejsce w rozgrywkach Serie B.

## Kariera reprezentacyjna
Locatelli ma za sobą występy w młodzieżowych reprezentacjach Włoch do lat 16, 18 i 21, dla których rozegrał łącznie 21 spotkań i strzelił 2 bramki. W seniorskiej kadrze zadebiutował za kadencji Dino Zoffa, 13 listopada 1999 roku w przegranym 1:3 meczu z Belgią. Łącznie dla zespołu narodowego Locatelli zanotował 2 występy.